# Campeonato Mineiro Módulo II 2019
In 2019 werd het 26ste Campeonato Mineiro Módulo II gespeeld voor voetbalclubs uit de Braziliaanse staat Minas Gerais. De competitie werd gespeeld van 9 februari tot 5 mei  en werd georganiseerd door de FMF. Nieuwkomer Coimbra werd kampioen.
Tricordiano had zich uit de competitie teruggetrokken. 

## Eerste fase
| Plaats | Club                     | Wed. | W | G | V  | Saldo | Ptn. |
| ------ | ------------------------ | ---- | - | - | -- | ----- | ---- |
| 1.     | Coimbra                  | 11   | 7 | 4 | 0  | 16:4  | 25   |
| 2.     | Uberlândia               | 11   | 7 | 2 | 2  | 21:9  | 23   |
| 3.     | Serranense               | 11   | 7 | 2 | 2  | 18:9  | 23   |
| 4.     | Nacional de Muriaé       | 11   | 5 | 2 | 4  | 23:18 | 17   |
| 5.     | CAP Uberlândia           | 11   | 4 | 3 | 4  | 11:11 | 15   |
| 6.     | Ipatinga                 | 11   | 4 | 2 | 5  | 13:10 | 14   |
| 7.     | Athletic Club            | 11   | 4 | 2 | 5  | 15:16 | 14   |
| 8.     | Democrata-SL             | 11   | 4 | 2 | 5  | 9:12  | 14   |
| 9.     | Democrata-GV             | 11   | 3 | 5 | 3  | 16:15 | 14   |
| 10.    | América de Teófilo Otoni | 11   | 3 | 3 | 5  | 11:13 | 12   |
| 11.    | Uberaba                  | 11   | 3 | 3 | 5  | 14:17 | 12   |
| 12.    | Tricordiano              | 11   | 0 | 0 | 11 | 0:33  | 0    |

|  | Gekwalificeerd voor tweede fase    |
|  | Degradatie naar de Segunda Divisão |

## Tweede fase
In geval van gelijkspel gaat de club met het beste resultaat in de eerste fase door. 
|  | halve finale       | halve finale | halve finale | halve finale |  |            | finale | finale | finale | finale |
|  |                    |              |              |              |  |            |        |        |        |        |
|  |                    |              |              |              |  |            |        |        |        |        |
|  | Coimbra            | 1            | 0            | 1            |  |            |        |        |        |        |
|  | Nacional de Muriaé | 1            | 0            | 1            |  |            |        |        |        |        |
|  |                    |              |              |              |  | Coimbra    | 1      | 1      | 2      |        |
|  |                    |              |              |              |  | Uberlândia | 1      | 0      | 1      |        |
|  | Uberlândia         | 0            | 3            | 3            |  |            |        |        |        |        |
|  | Serranense         | 1            | 0            | 1            |  |            |        |        |        |        |

## Totaalstand
| Plaats | Club                     | Wed. | W | G | V  | Saldo | Ptn. |
| ------ | ------------------------ | ---- | - | - | -- | ----- | ---- |
| 1.     | Coimbra                  | 15   | 8 | 7 | 0  | 19:6  | 31   |
| 2.     | Uberlândia               | 15   | 8 | 3 | 5  | 25:12 | 27   |
| 3.     | Serranense               | 13   | 8 | 2 | 3  | 19:11 | 26   |
| 4.     | Nacional de Muriaé       | 13   | 5 | 4 | 4  | 24:19 | 19   |
| 5.     | CAP Uberlândia           | 11   | 4 | 3 | 4  | 11:11 | 15   |
| 6.     | Ipatinga                 | 11   | 4 | 2 | 5  | 13:10 | 14   |
| 7.     | Athletic Club            | 11   | 4 | 2 | 5  | 15:16 | 14   |
| 8.     | Democrata-SL             | 11   | 4 | 2 | 5  | 9:12  | 14   |
| 9.     | Democrata-GV             | 11   | 3 | 5 | 3  | 16:15 | 14   |
| 10.    | América de Teófilo Otoni | 11   | 3 | 3 | 5  | 11:13 | 12   |
| 11.    | Uberaba                  | 11   | 3 | 3 | 5  | 14:17 | 12   |
| 12.    | Tricordiano              | 11   | 0 | 0 | 11 | 0:33  | 0    |

|  | Kampioen, promotie naar de Módulo I 2020       |
|  | Vicekampioen, promotie Módulo I 2020           |
|  | Vrijwillige degradatie naar de Segunda Divisão |
|  | Degradatie naar de Segunda Divisão             |

### Kampioen
| Campeonato Mineiro de 2019 - Módulo II |
| -------------------------------------- |
| COIMBRA 1º Titel                       |

## Topschutters
| Speler   | Goals | Club       |
| -------- | ----- | ---------- |
| Jhulliam | 11    | Uberlândia |
| Wallace  | 6     | Uberaba    |